# 파헬리
파헬리(Paheli)는 인도에서 제작된 아몰 팔레카 감독의 2005년 판타지 영화이다. 샤룩 칸 등이 주연으로 출연하였고 샤룩 칸 등이 제작에 참여하였다.

## 출연

### 주연
- 샤룩 칸
- 라니 무케르지

### 조연
- 아누팜 커

## 제작진
- 원작자: 아몰 팔레카